# Pseudohadena sengana
Pseudohadena sengana là một loài bướm đêm trong họ Noctuidae.